# Cinquenta Anos Depois
Cinquenta Anos Depois é uma obra de Francisco Cândido Xavier que, alegadamente, atribui a autoria a um espírito de nome Emmanuel, publicada pela Federação Espírita Brasileira em 1940. É o segundo romance mediúnico de Emmanuel, relatando sua reencarnação seguinte à de Publius Lentulus, do livro Há Dois Mil Anos.

## Sinopse
Em Cinquenta Anos Depois, Emmanuel é o escravo judeu convertido ao cristianismo chamado Nestório, nascido em Éfeso no ano 131. De origem judaica, é escravizado por romanos que o conduzem ao país de sua anterior existência. Nos seus 45 anos presumíveis, mostra em seu porte um orgulho silencioso e inconformado. Apartado do filho, que também fora escravizado, volta a encontrá-lo durante uma pregação nas catacumbas onde tinha a responsabilidade da palavra. Cristão desde a infância, é preso e, por manter-se fiel a Jesus, é condenado à morte. Com os demais, ante o martírio, canta, de olhos postos no Céu e, no mundo espiritual, é recebido pelo seu amor de outrora, Lívia.
O romance, entretanto, tem como personagem principal a vida de Célia Lucius, nobre romana convertida ao cristianismo, que suporta as mais duras provas durante sua existência, tendo como pano de fundo as mudanças culturais e religiosas em Roma e seus impactos na sociedade.
Célia, expulsa de casa injustamente pelo pai, refugia-se em um monastério em Alexandria, no Egito, disfarçada como o Irmão Marinho. Ao morrer, descobrem que se tratava de uma mulher, muito abnegada e bondosa, que superou muitas injúrias, sempre com espírito cristão. Passou à história com o nome de Santa Marina, embora os detalhes de sua vida, de acordo com Emmanuel, tenham sido alterados.